# Charlotte Durif
Charlotte Durif (Belley, 18 agosto 1990) è un'arrampicatrice francese.

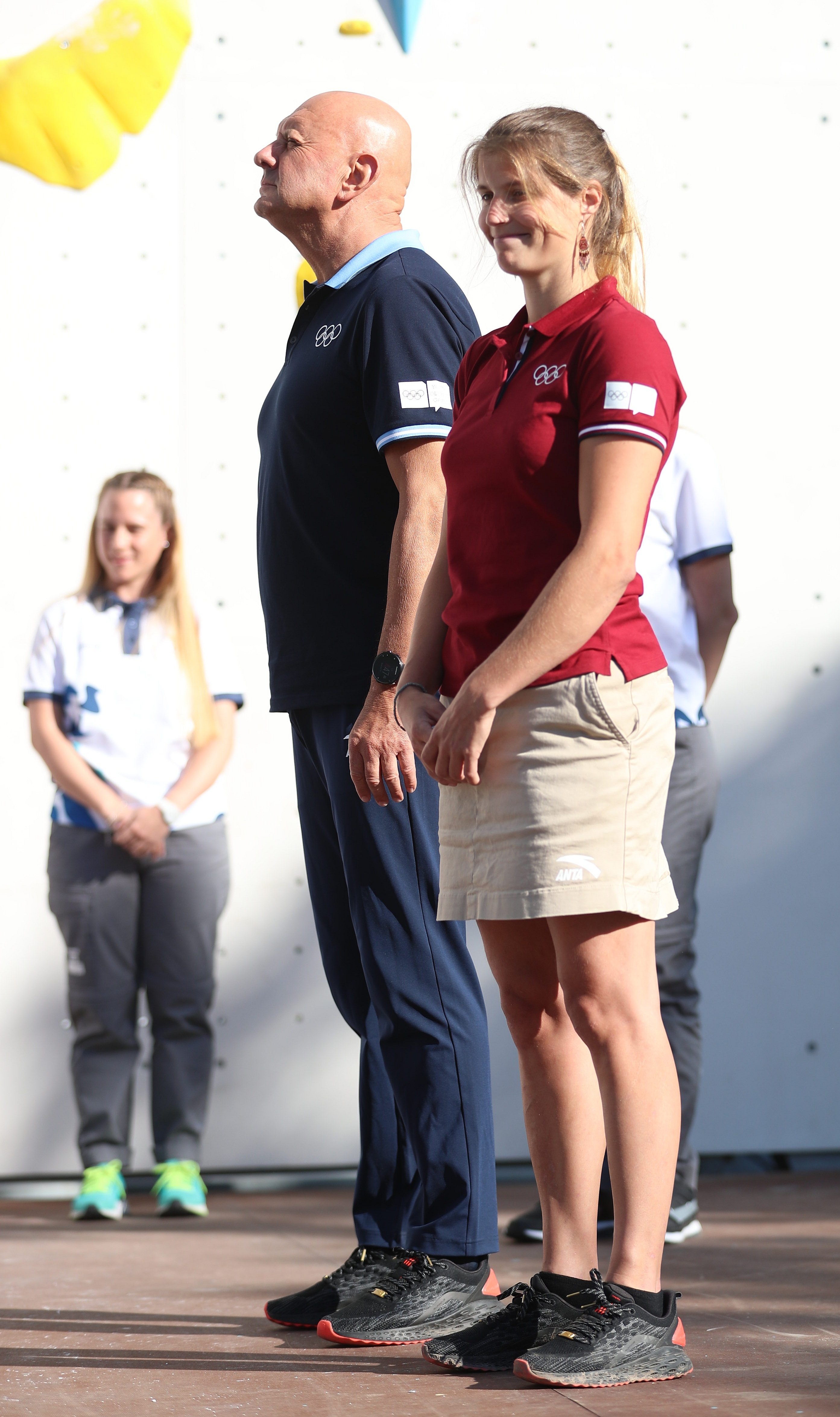
Durif ai III Giochi olimpici giovanili estivi

Pratica le competizioni di difficoltà, l'arrampicata in falesia e le vie lunghe.

## Biografia
Ha cominciato ad arrampicare a nove anni, facendo delle vie lunghe con il padre e il fratello sul Monte Bianco e in Oisans. A dodici anni ha cominciato ad allenarsi anche in palestra. Ad aprile 2004, a tredici anni, ha salito il suo primo 8a, per poi passare all'8b nell'agosto dello stesso anno. Dal 2004 ha partecipato alla Coppa Europa giovanile e ai Campionati del mondo giovanili. Dal 2006, raggiunti i sedici anni, ha preso parte alla Coppa del mondo lead di arrampicata. In quel primo anno di competizioni mondiali ha vinto la medaglia d'oro al Campionato europeo di arrampicata 2006 a Ekaterinburg.
A sedici anni ha salito il suo primo 8c Mick et le mystère de la chambre noire alle Gorges du Tarn. Il giorno del compleanno dei suoi ventuno anni ha salito il suo primo 9a PPP in Verdon.
È la prima donna ad aver salito un 8c a vista con Le roi du pétrole a Pic Saint Loup, in Francia, salita il 23 luglio 2010.
Tuttavia diverse sue salite, anche tra le più importanti (l'8c a vista e il 9a lavorato), sono state contestate per mancanza di prove, come riprese video o la testimonianza di altri arrampicatori presenti. Alcuni siti web di arrampicata, tra cui il francese Kairn, hanno deciso di tenere la linea editoriale di non riportare più notizie riguardo alla Durif in mancanza di prove attendibili.

## Palmarès

### Coppa del mondo
|      | 2006 | 2007 | 2008 | 2009 | 2010 | 2011 | 2012 | 2013 | 2014 |
| ---- | ---- | ---- | ---- | ---- | ---- | ---- | ---- | ---- | ---- |
| Lead | 7    | 7    | 5    | 13   | 6    | 9    | 6    | 25   | 12   |

### Campionato del mondo
|         | 2007 | 2009 | 2011 | 2012 | 2014 |
| ------- | ---- | ---- | ---- | ---- | ---- |
| Lead    | 10   | 22   | 15   | 5    | 8    |
| Boulder |      |      |      |      | 18   |
| Speed   |      |      |      |      | 22   |

## Falesia

### Lavorato
- 9a/5.14d:
  - PPP - Verdon/Grotte de Galetas (FRA) - 18 agosto 2011 - Via di Adam Ondra del 2010[3]
- 8c+/5.14c:
  - Pull Over - Verdon/Grotte de Galetas (FRA) - 24 ottobre 2009 - Prima salita[7]
  - The Wall - La Combe-à-la-Vieille (FRA) - 7 ottobre 2009 - Prima salita[8]

- 8c/5.14b:
  - Red comme la justice - Verdon (FRA) - 11 agosto 2010
  - Un jour peut-être - La Balme de Yenne (FRA) - 21 luglio 2010[9]
  - J'accumoncelle la fatigue - Les Auberts (FRA) - 24 maggio 2010[10]
  - Sonatine - La Verrière (FRA) - 10 aprile 10[11]
  - Ya de l'abus dans l'air - St Guilhem - 15 febbraio 2010
  - Farinelli - La Combe-à-la-Vieille (FRA) - 21 ottobre 2009
  - La fin justifie + Hérésie - Pierrot beach (FRA) - 11 giugno 2008
  - Souvenirs du pic - St Guilhem (FRA) - 29 ottobre 2008 - Prima salita[12]
  - Smoke - Pierrot beach (FRA) - 20 aprile 2008
  - Home sweet home - Pierrot beach (FRA) - 19 aprile 2008[13]
  - Hérésistance - Pierrot beach (FRA) - 8 aprile 2008
  - Drop City - Geyik Bayiri (TUR) - 21 febbraio 2008[14]
  - Beberetchos - La Verrière (FRA) - 26 luglio 2007
  - Tête de gondole - Gorges de la Dourbie/Boffi (FRA) - 30 giugno 2007[15]
  - Mick et le mystère de la chambre noire - Gorges du Tarn (FRA) - 8 giugno 2007 - Prima salita (16 anni), via di 75 metri[2]

### A vista
- 8b+/5.14a:
  - Le roi du pétrole - Pic Saint Loup (FRA) - 23 luglio 2010 - Primo 8c a vista femminile[4]

## Vie lunghe
- La Ramirole - Verdon (FRA) - 28 ottobre 2009[16]
- Ultime démence - Verdon (FRA) - 27 ottobre 2009